# Fernando Galhardo Borges
Fernando Galhardo Borges, mais conhecido como Fernandinho (Cianorte, 31 de Agosto de 1985), é um ex-futebolista brasileiro que atuava como lateral-esquerdo e meia. 

## Carreira
Fernandinho iniciou sua carreira no Cianorte do Paraná. Passou por alguns outros clubes brasileiros, inclusive o Vasco da Gama, até voltar ao Cianorte em 2009.
Em 2010 passou pelo São Caetano. No ano de 2011 estava atuando no Sport até que, não sendo muito aproveitado no time, resolveu transferir-se para o Avaí após um convite do treinador do clube catarinense Toninho Cecílio. Sua estreia pelo time, foi no jogo em que o Avaí saiu derrotado pelo Grêmio por 2 a 1 na Ressacada no dia 25 de setembro. Após apenas 10 jogos disputados e nenhum gol marcado, Fernandinho amargou junto com o Avaí o rebaixamento do Campeonato Brasileiro e foi dispensado um dia após o último jogo do time. Com isso, voltou ao Oeste para a temporada de 2012.
Em abril de 2012, Fernandinho foi emprestado para o Palmeiras.

## Títulos
Palmeiras
- Copa do Brasil: 2012
- Campeonato Brasileiro - Série B: 2013